# Монастир святого архистратига Михаїла (Тернопіль)
Монастир святого архистратига Михаїла в Тернополі (ЗСМСВ) — монастир Української греко-католицької церкви в м. Тернопіль.

## Історія
У 1993 році протоігумен о. Ігор Возьняк запропонував Згромадженню Сестер Милосердя Святого Вінкентія (ЗСМСВ) заснувати монастир у Тернополі. 15 лютого 1994 року с. Агнета Штойко та с. Ольга Король прибули до міста, отримавши благословення від владики Михаїла Сабриги. Спочатку вони мешкали у трикімнатній квартирі, наданій родичами с. Магдалини.
Обитель, хоч і була квартирою, отримала назву св. Архистратига Михаїла УГКЦ. За три місяці до сестер приєдналася с. Василів, призначена місцевою настоятелькою. Спільнота поступово зростала, і до неї приєдналися с. Володимира Федак, с. Андріяна Багрій та с. Іринея Притула.
З 1995 року сестри почали працювати в дитячому будинку на вул. Степана Бандери. У 1998 році вони переселилися в будинок на вул. Приміська, 32, де мешкають і сьогодні.
У 1999 році сестри розпочали служіння в Тернопільському благодійному товаристві «Карітас», надаючи духовну, медичну та соціальну допомогу. У 2000 році с. Петра Процак, с. Ольга Король, с. Магдалина Чугайда та с. Анастасія Ковальська разом з отцями-редемптористами брали участь у місіях в селах Глибочок та Ігровиця.
У 2001 році владика Михаїл Сабрига освятив хрест на подвір'ї монастиря. З 2002 року склад спільноти знову змінився: прибули с. Олеся Пальчинська, с. Ольга Гарник та с. Софія Клімовська. Вони працювали в «Карітасі» над проєктом домашньої опіки для самотніх людей.
У 2004 році до монастиря приїхала с. Наталія Вус, яка з 2006 року є настоятелькою. Вона працює катехитом на парафії Матері Божої Неустанної Помочі. Згодом до неї приєдналася с. Дам'яна Трач, яка спочатку працювала в «Карітасі», а потім — захристиянкою в церкві.